# Vuelta al Algarve
La Vuelta al Algarve (oficialmente: Volta ao Algarve em Bicicleta) es una carrera ciclista por etapas que se disputa en la zona del Algarve, en Portugal, a mediados del mes de febrero (hasta 2000 a mediados del mes de marzo).
Se celebra desde 1960 con un paréntesis desde 1962 hasta 1976, cuando la prueba se recuperó y empezó a disputarse anualmente. Desde la creación de los Circuitos Continentales UCI en 2005 formó parte del UCI Europe Tour, dentro de la categoría 2.1 hasta 2016 y 2.HC entre 2017 y 2019 (anteriormente fue subiendo progresivamente de la 2.5 a la 2.3). De cara a 2020, la carrera pasó a formar parte de las UCI ProSeries dentro de la categoría 2.Pro.
Desde 1998 consta de cinco etapas, menos la edición de 2013 que contó con cuatro debido a problemas económicos.
La prueba no tenía especial interés en el mundo ciclista, pero en los últimos años ha tomado una relativa importancia, ya que muchos ciclistas corren para preparar las clásicas de primavera, muestra de ello son algunos de sus ganadores: célebres ciclistas como Alberto Contador, Alex Zülle, Floyd Landis, Melchor Mauri, Stijn Devolder o Alessandro Petacchi. Incluso ha logrado tener mejor participación que la Vuelta a Portugal y que muchas de las carreras de igual categoría de España.
Los corredores que más veces se han impuesto son el portugués Belmiro Silva y el belga Remco Evenepoel, ambos con tres. 

## Palmarés
| Año                               | Ganador                | Segundo                      | Tercero                      |
| --------------------------------- | ---------------------- | ---------------------------- | ---------------------------- |
| 1960                              | José Manuel Marques    |                              |                              |
| 1961                              | António Pisco          | José Manuel Marques          | Vitor Tenazinho              |
| 1962-1976 ediciones no realizadas |                        |                              |                              |
| 1977                              | Belmiro Silva          | Adelino Teixeira             | João Marta                   |
| 1978                              | Joaquim Andrade        | Fernando Mendes              | Adelino Teixeira             |
| 1979                              | Firmino Bernardino     | Joaquim Andrade              | Adelino Teixeira             |
| 1980                              | Firmino Bernardino     | Luís Vargues                 | Alexandre Ruas               |
| 1981                              | Belmiro Silva          | Adelino Teixeira             | Luís Vargues                 |
| 1982                              | Alexandre Ruas         | Fernando Fernandes           | Marco Antonio Chagas Martins |
| 1983                              | Adelino Teixeira       | Belmiro Silva                | Eduardo Correia              |
| 1984                              | Belmiro Silva          | Benedicto Ferreira           | Manuel Cunha                 |
| 1985                              | Eduardo Correia        | Marco Antonio Chagas Martins | Belmiro Silva                |
| 1986                              | Manuel Cunha           | Marco Antonio Chagas Martins | António Pinto                |
| 1987                              | Manuel Cunha           | António Pinto                | Joaquim Salgado              |
| 1988                              | Joaquim Gomes          | Marco Antonio Chagas Martins | Joaquim Salgado              |
| 1989                              | Fernando Carvalho      | Marco Antonio Chagas Martins | Manuel Zeferino              |
| 1990                              | Fernando Carvalho      | Delmino Pereira              | Manuel Cunha                 |
| 1991                              | Joaquim Andrade        | Joaquim Gomes                | Manuel Correia               |
| 1992                              | Joaquim Gomes          | Manuel Abreu Campos          | Dariusz Bigos                |
| 1993                              | Cássio Freitas         | Fernando Carvalho            | Juan Carlos Martín Martínez  |
| 1994                              | Vítor Gamito           | Cândido Barbosa              | Federico Muñoz               |
| 1995                              | Cássio Freitas         | Remigijus Lupeikis           | Joaquim Andrade              |
| 1996                              | Alberto Amaral         | Jesús Blanco Villar          | Sérgio Rodrigues             |
| 1997                              | Cândido Barbosa        | Cássio Freitas               | Luís Miguel Sarreira         |
| 1998                              | Tomáš Konečný          | Grischa Niermann             | José Luis Rebollo            |
| 1999                              | Melcior Mauri          | Cândido Barbosa              | David Plaza                  |
| 2000                              | Alex Zülle             | José Azevedo                 | Andréi Zinchenko             |
| 2001                              | Andrea Ferrigato       | José Azevedo                 | Melcior Mauri                |
| 2002                              | Cândido Barbosa        | Alex Zülle                   | George Hincapie              |
| 2003                              | Claus Michael Møller   | Víctor Hugo Peña             | Pedro Cardoso                |
| 2004                              | Floyd Landis           | Víctor Hugo Peña             | Pedro Cardoso                |
| 2005                              | Hugo Sabido            | Stuart O'Grady               | José Luis Rubiera            |
| 2006                              | João Cabreira          | Gert Steegmans               | Robert Gesink                |
| 2007                              | Alessandro Petacchi    | René Haselbacher             | Tomas Vaitkus                |
| 2008                              | Stijn Devolder         | Sylvain Chavanel             | Tomas Vaitkus                |
| 2009                              | Alberto Contador       | Sylvain Chavanel             | Rubén Plaza                  |
| 2010                              | Alberto Contador       | Luis León Sánchez            | Tiago Machado                |
| 2011                              | Tony Martin            | Tejay van Garderen           | Lieuwe Westra                |
| 2012                              | Richie Porte           | Tony Martin                  | Bradley Wiggins              |
| 2013                              | Tony Martin            | Michał Kwiatkowski           | Lieuwe Westra                |
| 2014                              | Michał Kwiatkowski     | Alberto Contador             | Rui Alberto Costa            |
| 2015                              | Geraint Thomas         | Michał Kwiatkowski           | Tiago Machado                |
| 2016                              | Geraint Thomas         | Ion Izagirre                 | Alberto Contador             |
| 2017                              | Primož Roglič          | Michał Kwiatkowski           | Tony Gallopin                |
| 2018                              | Michał Kwiatkowski     | Geraint Thomas               | Tejay van Garderen           |
| 2019                              | Tadej Pogačar          | Søren Kragh Andersen         | Wout Poels                   |
| 2020                              | Remco Evenepoel        | Maximilian Schachmann        | Miguel Ángel López           |
| 2021                              | João Rodrigues         | Ethan Hayter                 | Kasper Asgreen               |
| 2022                              | Remco Evenepoel        | Brandon McNulty              | Daniel Felipe Martínez       |
| 2023                              | Daniel Felipe Martínez | Filippo Ganna                | Ilan Van Wilder              |
| 2024                              | Remco Evenepoel        | Daniel Felipe Martínez       | Jan Tratnik                  |
| 2025                              | Jonas Vingegaard       | João Almeida                 | Laurens De Plus              |

## Palmarés por países
| País            | Victorias | 2.º lugar | 3.º lugar | Total | Último vencedor                |
| --------------- | --------- | --------- | --------- | ----- | ------------------------------ |
| Portugal        | 25        | 22        | 23        | 70    | João Rodrigues en 2021         |
| Bélgica         | 4         | 1         | 1         | 6     | Remco Evenepoel en 2024        |
| España          | 3         | 4         | 7         | 14    | Alberto Contador en 2010       |
| Polonia         | 2         | 3         | 1         | 6     | Michał Kwiatkowski en 2018     |
| Alemania        | 2         | 3         | -         | 5     | Tony Martin en 2013            |
| Reino Unido     | 2         | 2         | 1         | 5     | Geraint Thomas en 2016         |
| Brasil          | 2         | 1         | -         | 3     | Cássio Freitas en 1995         |
| Italia          | 2         | 1         | -         | 3     | Alessandro Petacchi en 2007    |
| Eslovenia       | 2         | -         | 1         | 3     | Tadej Pogačar en 2019          |
| Dinamarca       | 2         | 1         | 1         | 4     | Jonas Vingegaard en 2025       |
| Colombia        | 1         | 3         | 3         | 7     | Daniel Felipe Martínez en 2023 |
| Estados Unidos  | 1         | 2         | 2         | 5     | Floyd Landis en 2004           |
| Suiza           | 1         | 1         | -         | 2     | Alex Zülle en 2000             |
| Australia       | 1         | 1         | -         | 2     | Richie Porte en 2012           |
| República Checa | 1         | -         | -         | 1     | Tomáš Konečný en 1998          |
| Francia         | -         | 2         | 1         | 3     | -                              |
| Lituania        | -         | 1         | 2         | 3     | -                              |
| Austria         | -         | 1         | -         | 1     | -                              |
| Países Bajos    | -         | -         | 4         | 4     | -                              |
| Rusia           | -         | -         | 1         | 1     | -                              |

## Estadísticas

### Más victorias
Hasta la edición 2024
| Ciclista           | Victorias | Años             |
| ------------------ | --------- | ---------------- |
| Belmiro Silva      | 3         | 1977, 1981, 1984 |
| Remco Evenepoel    | 3         | 2020, 2022, 2024 |
| Firmino Bernardino | 2         | 1979, 1980       |
| Manuel Cunha       | 2         | 1986, 1987       |
| Fernando Carvalho  | 2         | 1989, 1990       |
| Joaquim Gomes      | 2         | 1988, 1992       |
| Cássio Freitas     | 2         | 1993, 1995       |
| Cândido Barbosa    | 2         | 1997, 2000       |
| Alberto Contador   | 2         | 2009, 2010       |
| Tony Martin        | 2         | 2011, 2013       |
| Michał Kwiatkowski | 2         | 2014, 2018       |
| Geraint Thomas     | 2         | 2015, 2016       |

### Victorias consecutivas
- Dos victorias seguidas:
  -  Firmino Bernardino (1979, 1980)
  -  Manuel Cunha (1986, 1987)
  -  Fernando Carvalho (1989, 1990)
  -  Alberto Contador (2009, 2010)
  -  Geraint Thomas (2015, 2016)

Varios:
- Gonçalo Amorim es el corredor que más veces ha ganado el premio de la montaña, con tres.
- Cândido Barbosa es el corredor que más veces ha ganado la clasificación por puntos.
- Cândido Barbosa ganó las seis etapas (todas) de la edición de 1997.